# Dipsomania

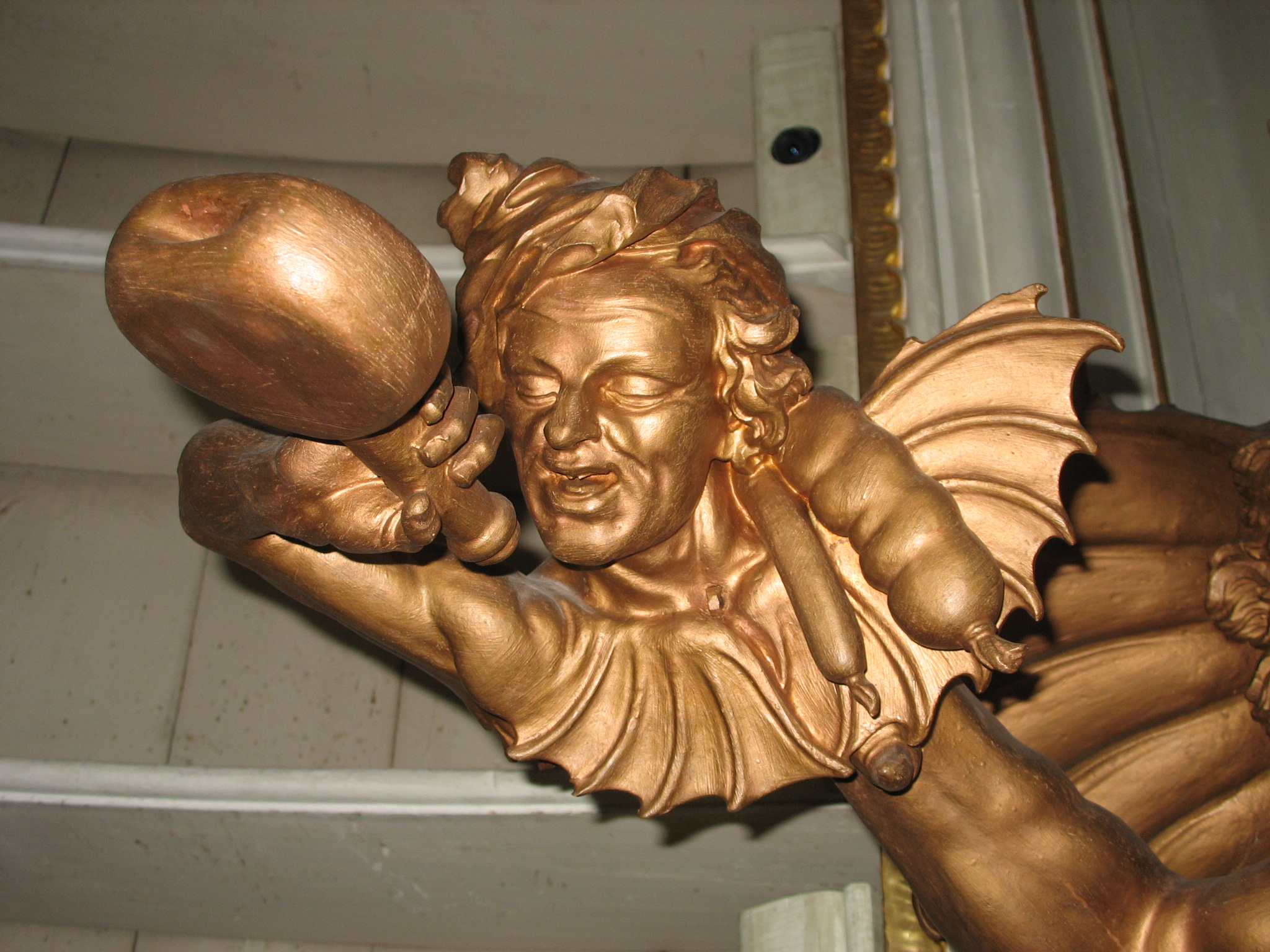
Dipsomania. XVIII-wieczna drewnania rzeźba Josefa Stammela znajdująca się w bibliotece Admont Abbey.

Dipsomania lub dypsomania (z gr. dipsa - pragnienie) - to zaburzenie polegające na występującej okresowo potrzebie picia alkoholu. Jest to wytworzony odruch warunkowy pojawiający się mimo prawidłowej regulacji przemiany wodnej. Zaburzenie takie może pojawić się u osób z patologicznie zwiększonym łaknieniem (hiperfagia), w alkoholizmie i u narkomanów. Charakterystyczne jest to, że chorzy odczuwają pragnienie tylko w dzień, nie w nocy.